# سد پاک مون
سد پاک مون (به لاتین: Pak Mun Dam) یک سد در تایلند است که در Khong Chiam واقع شده‌است.